# Koseč
Koseč (Duits: Sankt Jobst) is een plaats in Slovenië en maakt deel uit van de gemeente Kobarid in de NUTS-3-regio Goriška. De plaats telde 63 inwoners op 1 januari 2020.